# 존 매크레이

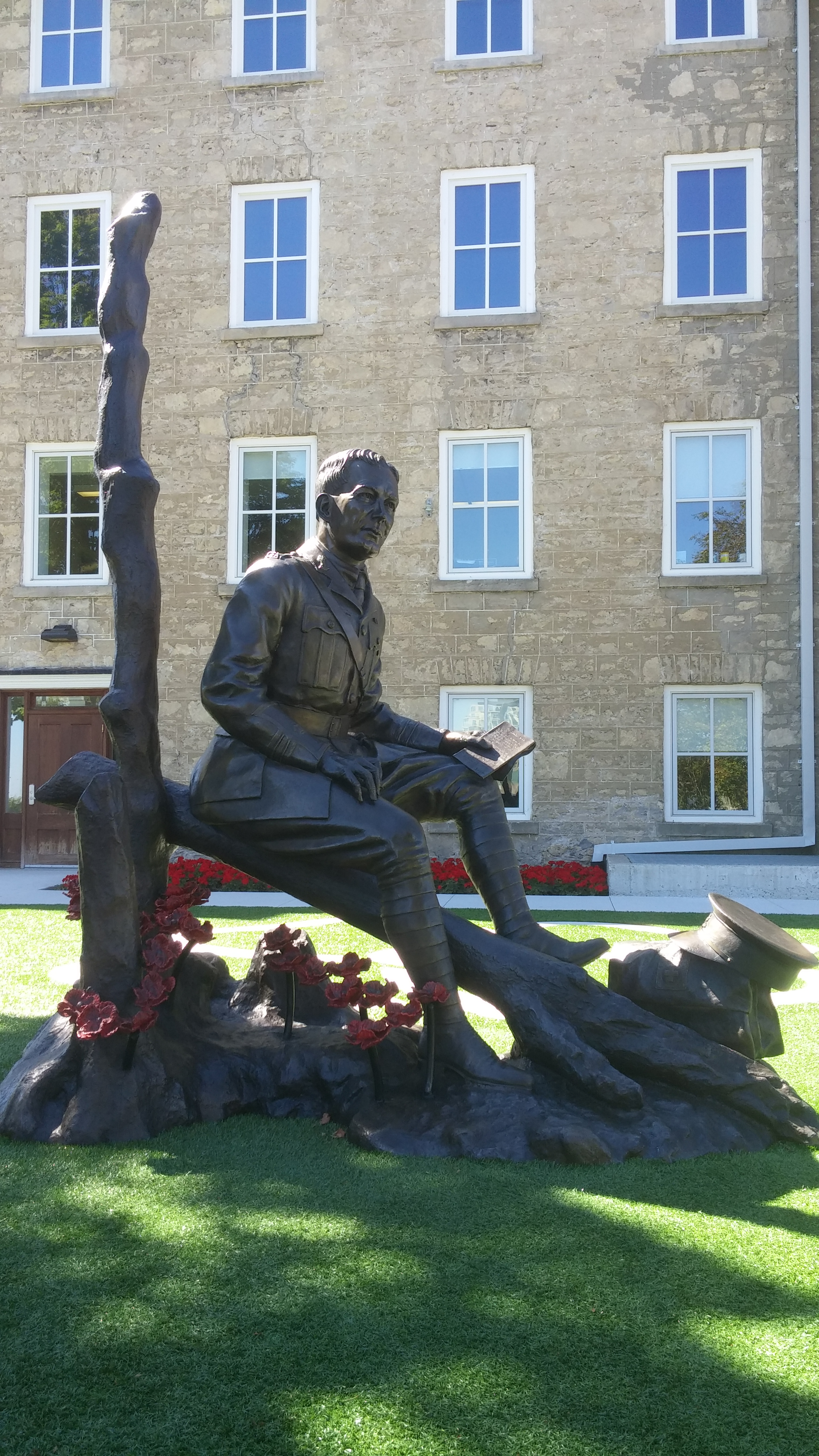

존 알렉산더 매크레이(영어: John Alexander McCrae, 1872년 11월 30일 ~ 1918년 1월 28일)는 캐나다의 시인이자 작가, 화가, 군인이었다. 제1차 세계대전 동안 캐나다 육군 중령으로 이프르 전투에서 군의관 직책을 맡았다. 전쟁의 아픔을 그린 시〈개양귀비 들판에서〉로 유명하다.
존 매크레이는 캐나다 온타리오주 궬프(Guelph)에서 태어났다. 1894년 토론토 대학에서 학사 학위를 취득했다. 시인이자 의사였던 그는 제1차 세계대전이 시작할 때까지 몬트리올에서 약햑을 공부했다. 전쟁이 터지자 그는 전투병으로서는 나이가 너무 많아 군의관으로 입대했다. 전쟁 중에〈개양귀비 들판에서〉(In Flanders Fields)라는 시를 썼다. 이 시는 전쟁으로 친구를 잃은 매크레이의 감정을 아주 슬프게 표현하고 있다. 전쟁의 마지막 해였던 1918년, 매크레이는 프랑스 불로뉴 지방에서 사망했다.